# 엡섬

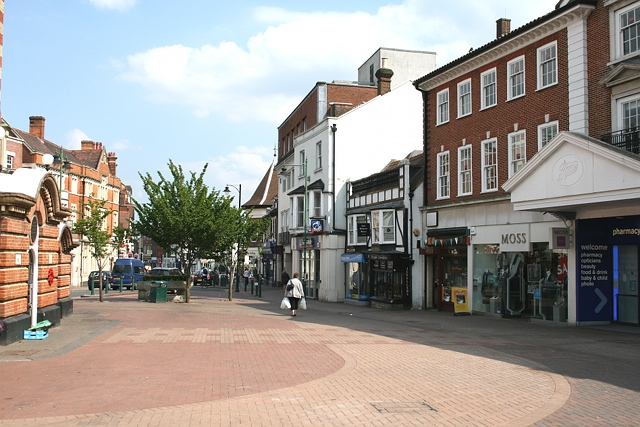
엡섬

엡섬(Epsom)은 서리주의 도시이다. 인구는 2011년 조사 기준 31,489명이다.